# ژاک دولیل
ژاک دولیل (به فرانسوی: Jacques Delille) شاعر و مترجم قرن هجدهم میلادی اهل فرانسه است.